# Đường sắt Diêu Trì – Quy Nhơn
Đường sắt Diêu Trì – Quy Nhơn là một tuyến nhánh của tuyến đường sắt Bắc Nam thuộc địa phận tỉnh Bình Định.

## Thông tin kỹ thuật
Đường sắt Diêu Trì – Quy Nhơn có tổng chiều dài là 10,5 km. Trong đó đoạn qua khu vực thành phố Quy Nhơn là 6,8 km. Điểm đầu nằm tại Ga Diêu Trì (thị trấn Diêu Trì, Tuy Phước) và điểm cuối tại ga Quy Nhơn (phường Lê Hồng Phong, thành phố Quy Nhơn). Tuyến đường sắt Diêu Trì – Quy Nhơn giao cắt với ba tuyến đường chính là đường Nguyễn Tất Thành, đường Hùng Vương và tuyến Quốc lộ 1. Tuyến từng chạy ra cảng Nhơn Hội nhưng đã bị dẹp bỏ .

## Khai thác
Ngành Đường sắt Việt Nam đang khai thác đôi tàu SQN1/2 nối giữa Quy Nhơn và Thành phố Hồ Chí Minh.